# Sycamore Gap Tree
Le Sycamore Gap Tree était un érable sycomore (Acer pseudoplatanus) situé à côté du mur d'Hadrien, près de Crag Lough (en), dans le comté de Northumberland, dans le nord de l'Angleterre. Il est abattu dans la nuit du 27 au 28 septembre 2023 dans un acte de vandalisme.

## Description

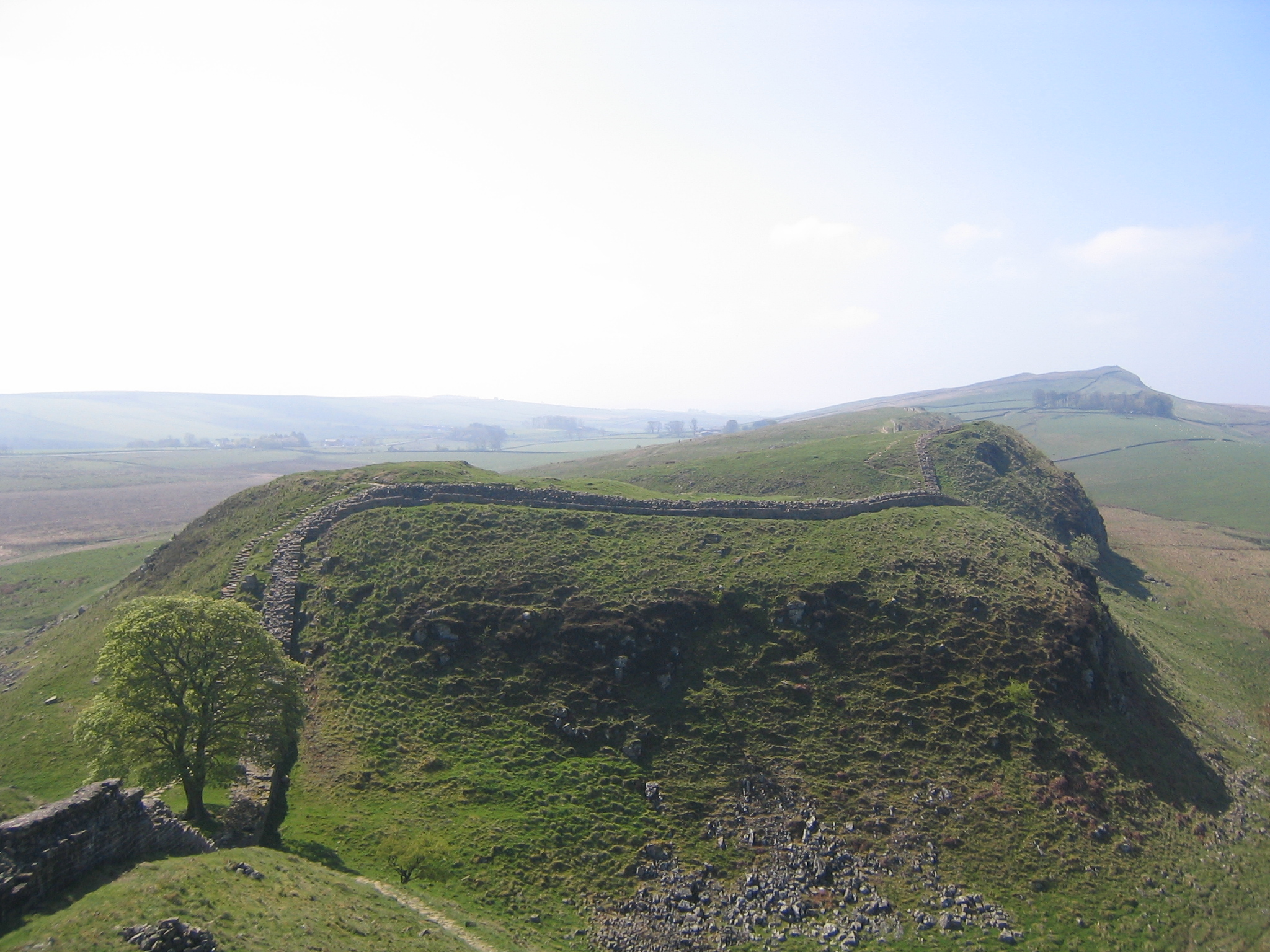
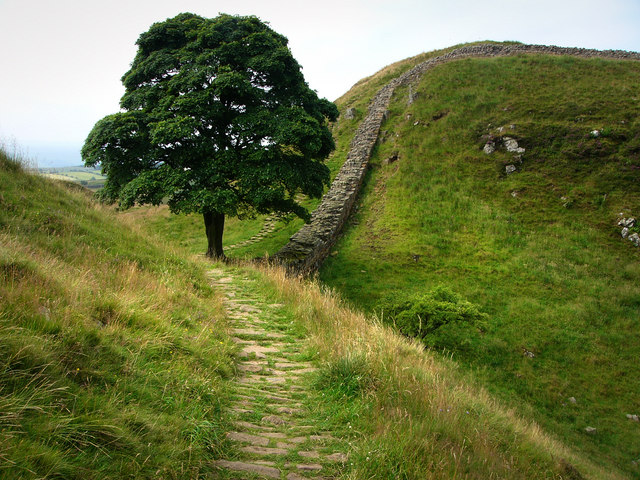
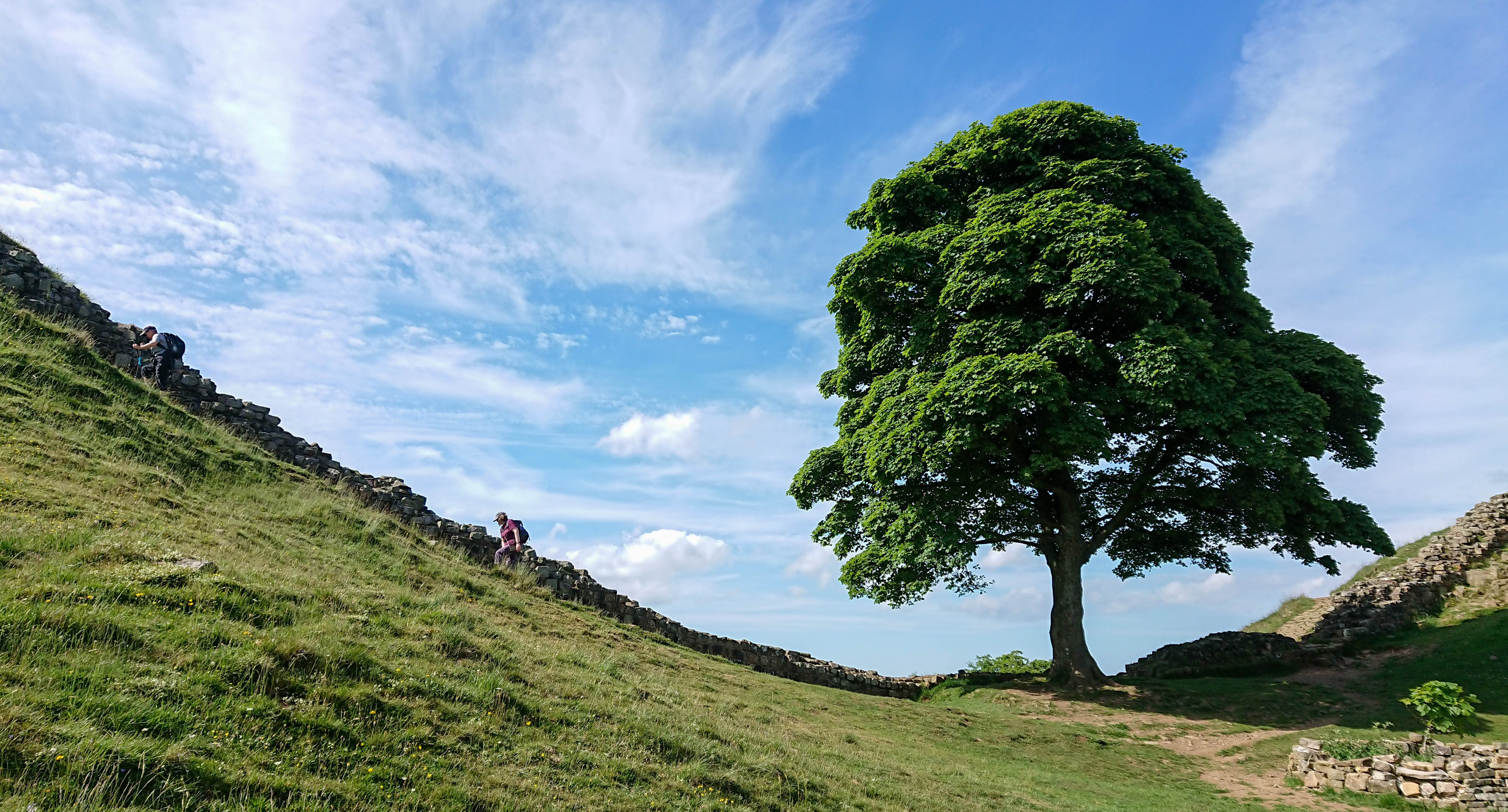
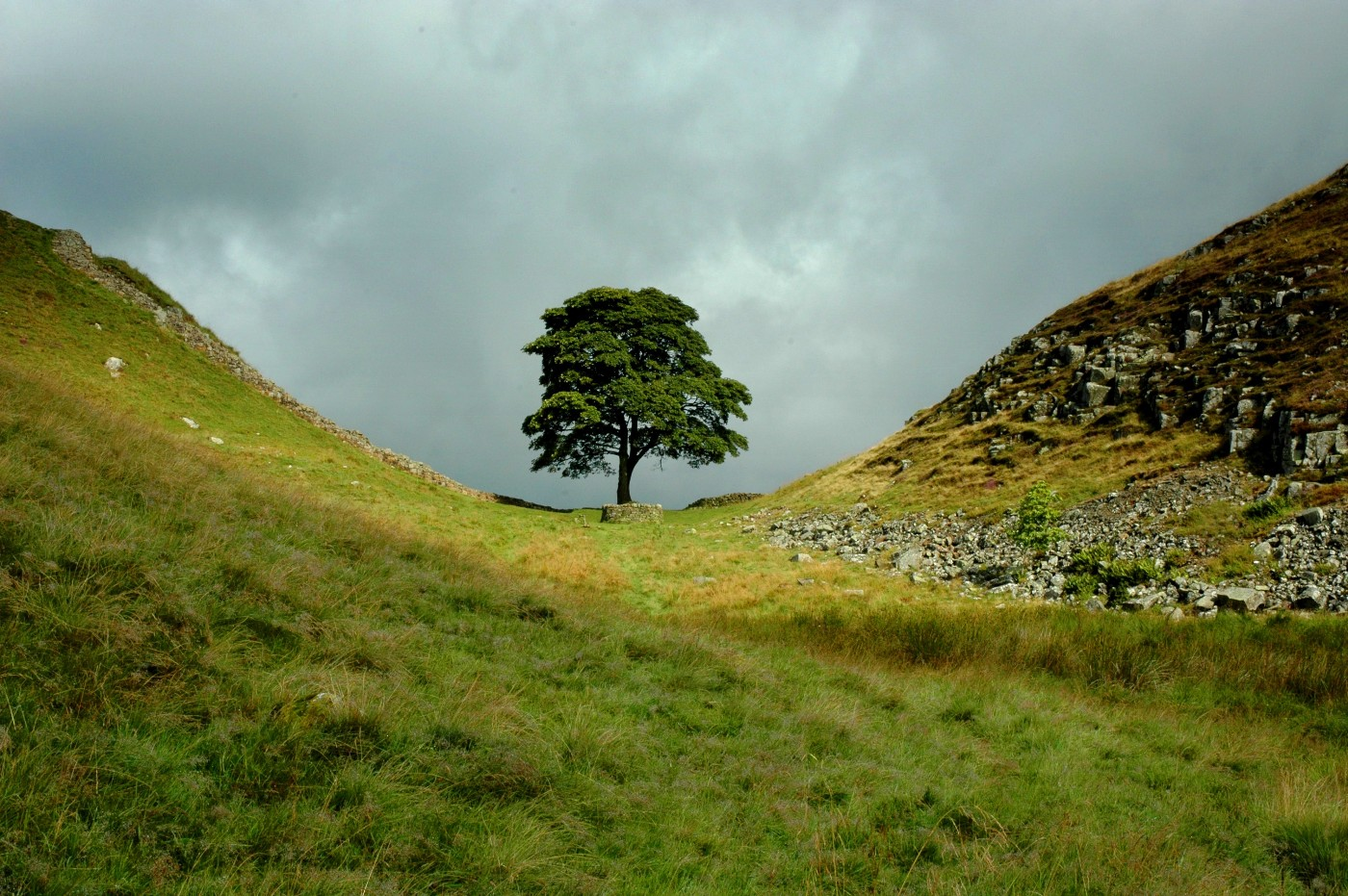
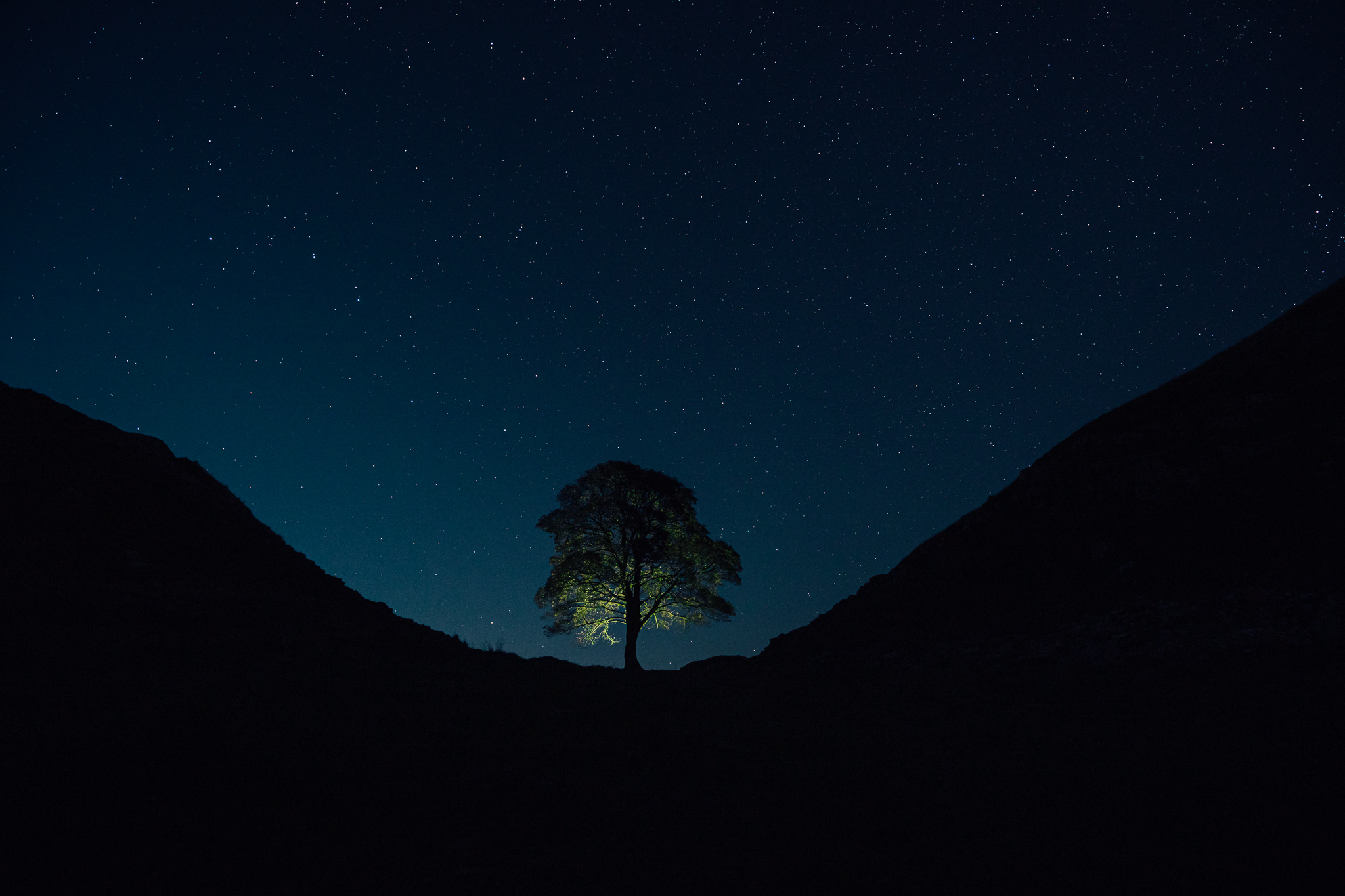
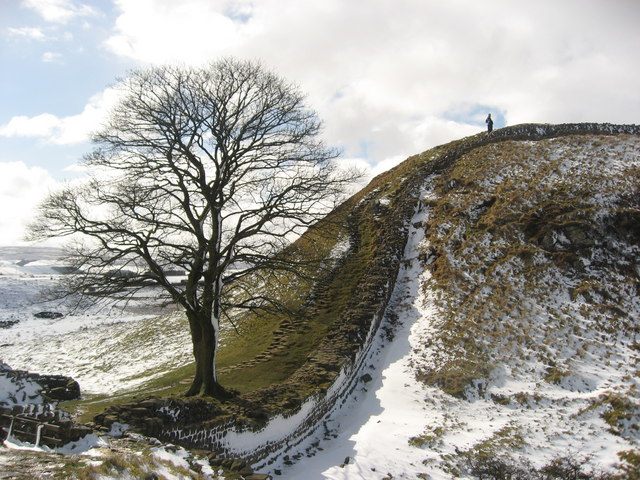
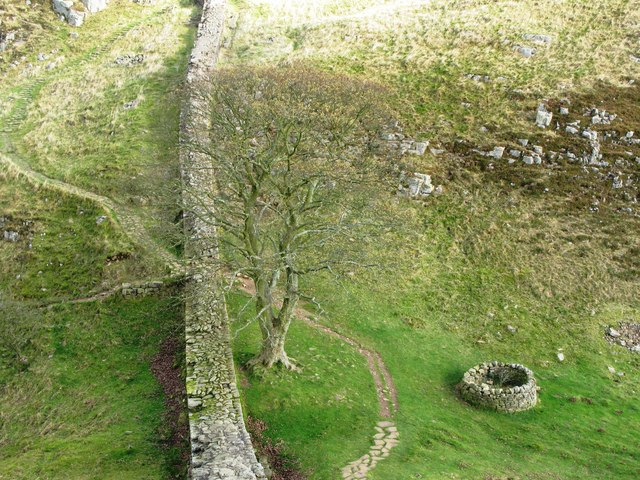

Sa position dans un paysage remarquable, au sein du parc national du Northumberland, en a fait un sujet photographique populaire, décrit comme l'un des arbres les plus photographiés du pays.
Son nom alternatif, Robin Hood Tree, vient d'une scène du film Robin des Bois, prince des voleurs (1991).
L'arbre remporte le prix de l'arbre britannique de l'année (en) en 2016.

## Abattage
Le 28 septembre 2023, des promeneurs découvrent l’érable coupé et tombé contre le mur d’Hadrien, endommageant le site romain classé par l’Unesco.
Le Sycamore Gap tree a été abattu à la tronçonneuse à la base du tronc dans la nuit du 27 au 28 septembre 2023, par un acte de malveillance,.
La perte de cet arbre centenaire emblématique, planté à la fin du XIXe siècle, célèbre dans toute l'Angleterre et sujet d'innombrables photos, notamment de mariage et de famille, suscite la tristesse et la colère du grand public.
Les dégâts sont estimés dans un premier temps à plus de 622 000 livres sterling, soit plus de 724 000 €, puis revus à la hauteur de 450 000 livres sterling.
Le 29 septembre 2023, deux personnes sont arrêtées par la police, Walter Renwick et un jeune homme de 16 ans. Les soupçons sont rapidement levés mais les deux hommes sont victimes de harcèlement en ligne.
En octobre 2023, trahis par le signal de leurs téléphones et des caméras de surveillance, deux autres hommes, Adam Carruthers et Daniel Graham, sont interpellés. 
Choisissant délibérément une nuit de tempête avec des vents violents provoqués par la tempête Agnès, les deux amis avaient roulé pendant quarante minutes pour rejoindre un parking, puis marché vingt minutes dans l’obscurité avant d’atteindre l'arbre. Ils l'avaient marqué, coupé un coin pour déterminer la direction de sa chute puis abattu en quelques minutes à la tronçonneuse et prélevé un morceau du tronc en guise de trophée. L'abattage et la chute de l'arbre avaient été filmés sur un des téléphones puis la vidéo échangée entre eux, de même que les nombreuses publications dans les médias à la suite de l'abattage sauvage de l'arbre.

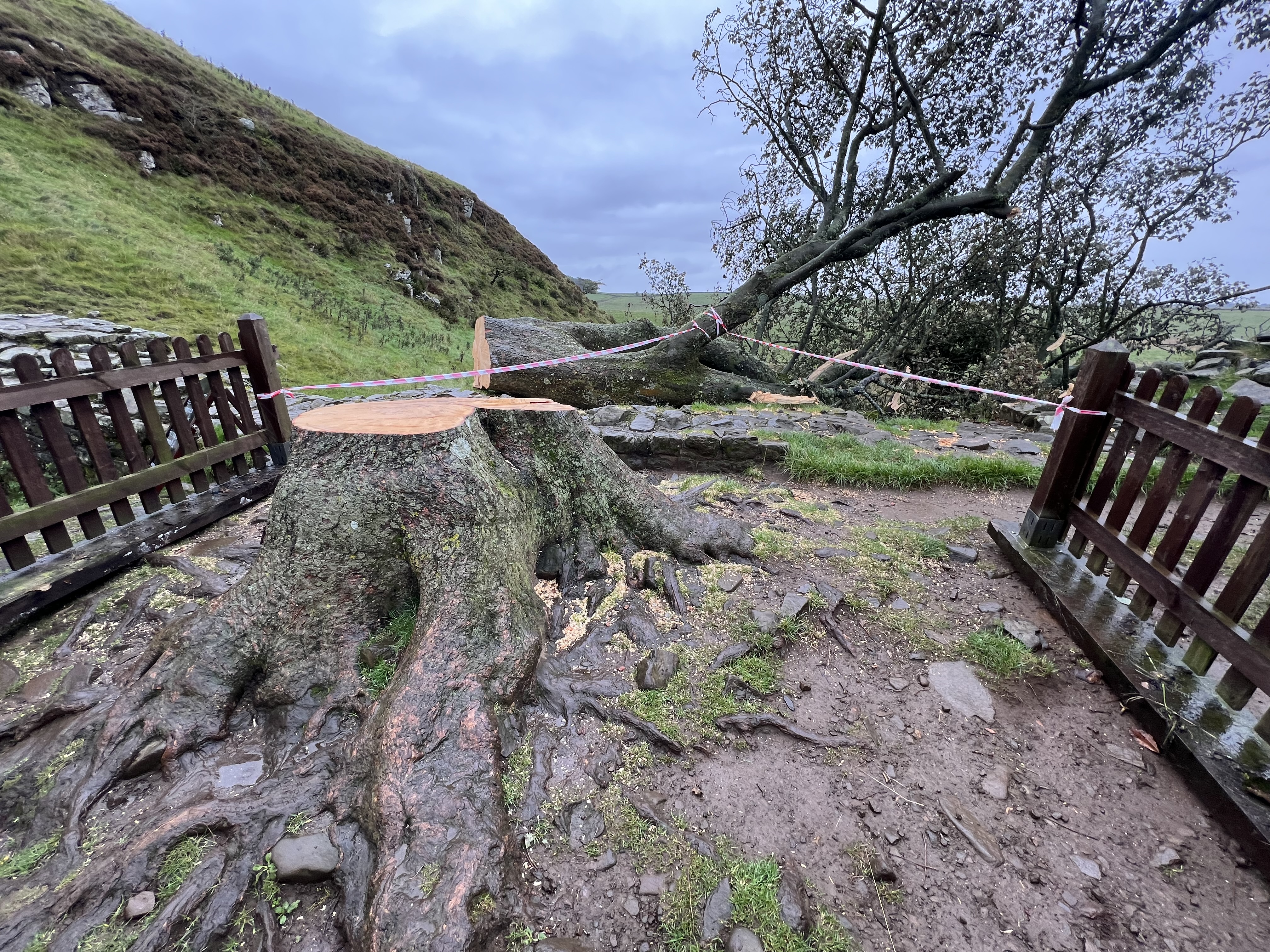
L'arbre scié.

### Procès
Un procès s'ouvre le 29 avril 2025 à Newcastle. Daniel Graham, 39 ans, et Adam Carruthers, 32 ans, sont accusés d'avoir scié l'érable en pleine nuit et d'avoir emporté un morceau du tronc comme trophée. Lors de l'audience, les jurés ont pu voir une vidéo de près de 3 minutes tournée dans l'obscurité est retrouvée dans le téléphone de Daniel Graham, envoyée à Adam Carruthers ; elle fait entendre le bruit d'une tronçonneuse puis d'un arbre qui tombe. Une photo montre aussi un morceau de bois et une tronçonneuse dans le coffre de la voiture de Daniel Graham, vue par une caméra de surveillance sur un parking proche de l'arbre. Les métadonnées de cette vidéo montrent qu'elle a été tournée à proximité du Sycamore Gap Tree. Les deux accusés nient les faits dans un premier temps. Au bout de huit jours de procès, les deux hommes sont déclarés coupables et placés en détention provisoire en attendant leur sentence.
Le 15 juillet 2025, soit deux ans après cet acte de vandalisme que le procureur Richard Wright avait qualifié de « mission débile », ils sont condamnés chacun à quatre ans et trois mois de prison par le tribunal de Newcastle. La juge Christina Lambert a souligné le « haut degré de planification et de préparation » de leur action qui ont impliqué et provoqué « choc et stupéfaction ».

## Suites
L'arbre a été découpé puis enlevé par les autorités. De nouvelles pousses sont ensuite apparues sur sa souche. Des graines ont été récupérées par le National Trust qui a fait pousser 49 plants nommés « arbres de l’espoir » destinés à être plantés notamment dans des hôpitaux, des jardins et des écoles du Royaume-Uni.
En 2024, cinq impressions de la section de l'arbre en forme de coeur ont été réalisées par l'artiste Shona Branigan sur demande du National Trust.
Le Woodland Trust a appelé à répertorier les quelque milliers d'arbres les plus importants du pays et d'écrire une loi pour les protéger.
Une partie du tronc du Sycamore Gap Tree de plus de 2 mètres de hauteur a été transformée en œuvre d’art par l’artiste Charlie Whinney. Elle est exposée de manière permanente et gratuite par le centre d’accueil du parc national du Northumberland, proche de l'endroit où se tenait l'arbre. La sculpture ramifiée, que les visiteurs peuvent étreindre, est entourée de bancs en chêne qui permettent de s'asseoir pour lire des mots poétiques montant du sol et exprimant le chagrin des gens généré par la destruction de l'arbre.
Lors de l'inauguration, Tony Gates, le directeur du Parc national a souligné qu'il s'agissait d'une œuvre collective : « Cette œuvre d'art est une collaboration collective avec et pour le public et symbolise notre relation profonde et durable avec la nature. Certes, l'arbre originel est parti dans la forme que nous lui connaissions, mais son héritage reste, et tout ce qui est arrivé depuis a été sans cesse positif, démontrant notre conviction que les gens, la nature et les paysages ne peuvent être séparés et sont interdépendants ».